# Hormigón celular

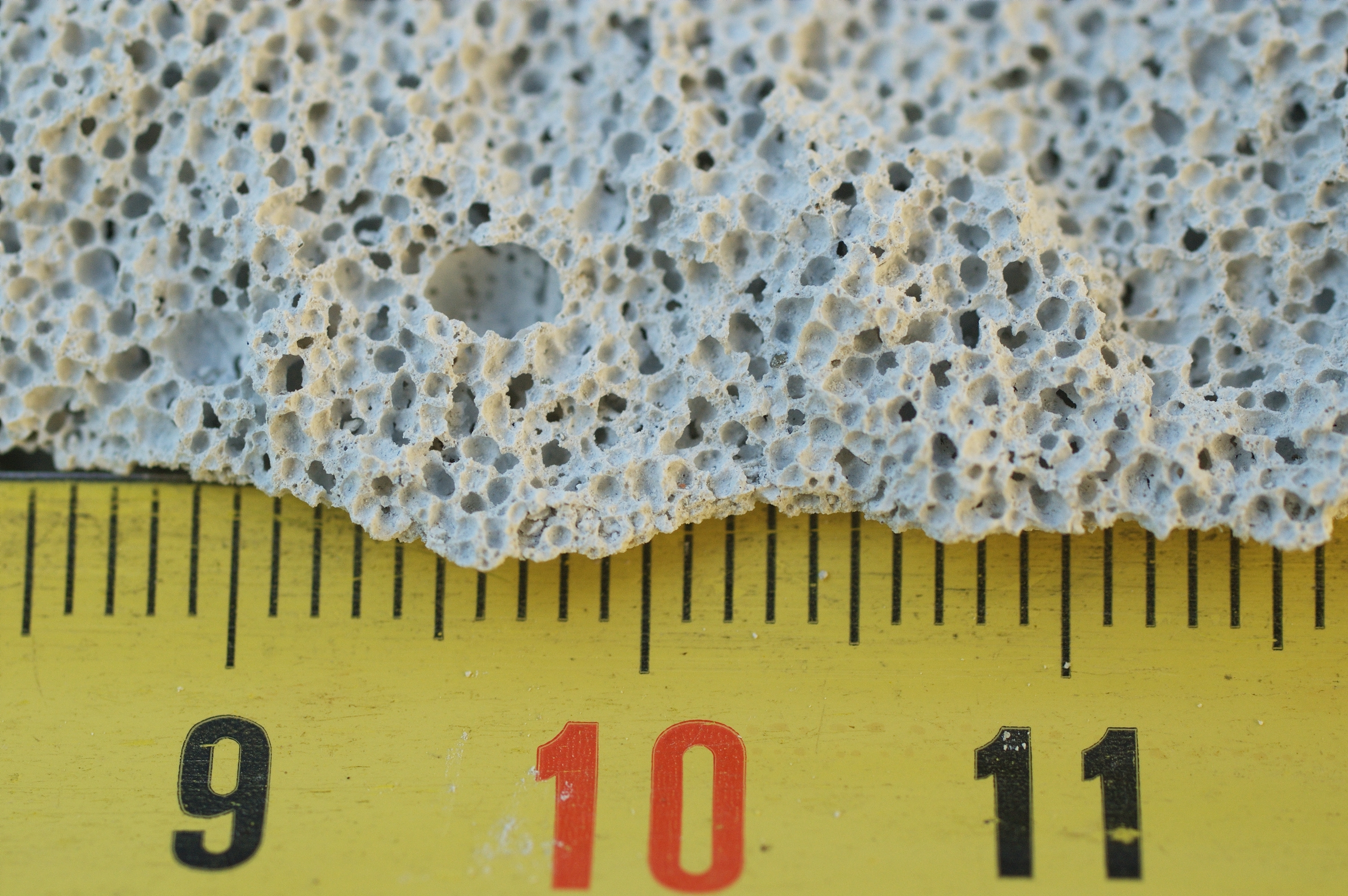
Detalle macro de hormigón celular curado en autoclave.

El hormigón celular también conocido como concreto celular ligero (CCL), concreto celular de baja densidad (CCBD) es una suspensión a base de cemento, con un mínimo de 20% (por volumen) de espuma arrastrada al mortero. Como en su mayoría no se utiliza agregado grueso para la producción de hormigón celular, el término correcto se llamaría mortero en lugar de hormigón; también puede llamarse "cemento espumado". La densidad del hormigón celular generalmente varía de 400 kg/m³ a 1600 kg/m³  (por comparación un hormigón común tiene densidades desde 2200 hasta 2400 kg/m³). La densidad se controla normalmente mediante la sustitución total o parcial del agregado fino con espuma.
Es un material de construcción destinado a la obra gruesa. Es producido exclusivamente a partir de materias primas naturales, por lo que se compone de agua, arena, cemento y aire. 
Si se procesa únicamente con agua, cemento y aditivos, se le conoce como hormigón celular. Si también se le agrega arena, el resultado es el hormigón liviano.
El hormigón celular se puede elaborar en obra o en fábricas donde se producen los bloques de hormigón celular. En obra, es ideal para contra pisos, carpetas, rellenos e inyecciones; también es utilizable en muros o tabiques con moldes adecuados. Para su producción se utilizan  mezcladora, generador de espuma para hormigón celular, compresor de aire, bomba de agua y bomba de impulsión a tornillo sinfín (rotor/estator) que lo transporta a pisos superiores.

## Generador de espuma para concreto celular
Es un equipo que utiliza un agente espumante, agua y aire comprimido para producir espuma de densidad variable de acuerdo a los componentes de la mezcla. En general, la densidad que debe poseer la espuma para obtener una consistencia cremosa y fluida en la malta bombeable es de 75 g/L. Ya sea el espumígeno como el generador de espuma deben ser de probada calidad, pues de lo contrario las paredes de las células de aire pueden romperse durante un bombeo excesivo o generar espuma inestable que no contiene los materiales inertes (cemento, arena) y tapona las mangueras de bombeo. La estabilidad y homogeneidad de la espuma es también factor esencial para evitar fisuras en el contrapiso terminado (o en los bloques de hormigón celular).
Otra característica importante es que posea una estructura contenida para permitir un fácil transporte y ubicación en obra, así como su capacidad productiva. De la velocidad de producción depende la buena calidad de la malta final, debe producir no menos de 500 L de espuma/min, pues el tiempo de batido en la mezcladora (hormigonera) debe ser breve para no comprometer la estructura de las micro-células de aire que sufrirán una ulterior compresión durante el proceso de bombeo.

## Productos de hormigón celular
Los productos de hormigón celular incluyen bloques, tabiques, dinteles, forjados y cubiertas. Además el hormigón celular se utiliza para la construcción de contrapisos livianos, terrazas, rellenos, losas de base para pavimentación y paneles pre-moldeados.

## Propiedades
Más antiguo de lo que se suele pensar (fue inventado en 1927) el hormigón celular es un material de construcción utilizado con frecuencia. En Europa, se estima que se construyen 500 000 casas individuales cada año con este material.
El hormigón celular es un material homogéneo y macizo (aunque liviano) con aislamiento “repartido”, ya que no necesita el uso de aislamiento adicional. Es un producto que posee propiedades como elemento portante y aislante.
De acuerdo a sus especificaciones puede ser un material que presenta ciertos niveles de fragilidad.
El hormigón celular no precisa de aislamiento interior complementario. Su estructura alveolar, compuesta por  micro células de aire, le confiere sus propiedades de aislante térmico.
Los profesionales llaman este tipo de aislamiento “aislamiento repartido” o “mono-muro”. Atrapado de manera homogénea en la masa del material, el aire desempeña un importante rol como aislante. Así, el hormigón celular posee una resistencia a la transferencia de calor significativamente mayor que la que se observa en un hormigón convencional. Sirve de barrera contra el calor exterior en verano y guarda el calor de la calefacción dentro de la vivienda en invierno. 
El hormigón celular es un material que respira, dejando pasar el vapor de agua producido por los ocupantes y las actividades cotidianas. Esta hidroregulación es esencial para minimizar los riesgos por humedad, condensación y proveer protección contra la aparición de hongos.
El hormigón celular es clasificado como material mineral de clase A1 de reacción al fuego. Resiste al fuego y es estanco al humo y a los gases tóxicos. En caso de incendio, un muro de hormigón celular tiene una capacidad cortafuego de 6h.
La colocación del material resulta rápida y fácil de ejecutar (9m2 / hora), gracias a un ensamblaje de los bloques con mortero cola (colocación con “junta fina”). Además, la ergonomía de los bloques (con asas y/o perfil de encaje) y lo liviano del producto (aproximadamente 120 kg/m² y de espesor 3 dm) permiten un alto rendimiento de colocación.

## Producción
Las fases importantes de producción son:
- La preparación, la dosificación y la mezcla de las materias primas (arena, cal, cemento y agua). Las proporciones aproximadas son, cada 200 kg de arena, 90 kg de cemento, 40 kg de cal, 15 kg de yeso y 500 gramos de óxido de aluminio.
- La preparación de los moldes
- El corte de los bloques y de las geometrías especiales (empuñaduras y machihembrados)
- El curado en autoclave a 180 °C a 10/11 atmósferas durante 10 a 12 h
- La paletización y el embalaje

La producción del material en autoclave consiste en imitar el proceso de formación natural de la estructura molecular de la tobermorita, denominada también silicato de calcio hidratado.
Este modo de fabricación favorece el funcionamiento de las plantas en ciclo cerrado: no rechazan ninguna sustancia líquida o sólida susceptible de contaminar el agua o los suelos. Los pocos y totalmente inertes desechos producidos durante esta fase de producción se reutilizan en un 90%. El único gas rechazado a la atmósfera es el vapor de agua.
La fabricación de hormigón celular necesita poca energía, la cual además es aprovechada en parte para calentar las oficinas de la fábrica. El agua, necesaria para este proceso, también se reutiliza.
Existe una alternativa para producir bloques en concreto celular, sin necesidad de autoclave ni polvo de aluminio, yeso y cal (que pueden generar absorción de agua y eventuales fisuras). El sistema consiste en usar agentes espumígenos proteicos de alta calidad y el calor natural de la hidratación para el fraguado, con resultados excelentes desde el punto de vista de la aislación térmica y acústica y de la resistencia mecánica. Este sistema, suma otras ventajas como el gran ahorro de energía eléctrica y la posibilidad de producir los bloques in-situ y en densidades variables según las necesidades del proyecto.